# Sommerliebelei
Sommerliebelei ist ein französisch-italienisch-deutscher Spielfilm aus dem Jahr 1974.

## Handlung
Die nicht sehr glücklich verheiratete Elizabeth verbringt den Sommer gemeinsam mit ihrer 14-jährigen Tochter Cécile in Vittel. Der 17-jährige Georges arbeitet in der Küche des Hotels, in dem Elizabeth und Cécile abgestiegen sind und fährt Cécile leicht mit dem Fahrrad an. Nichts Dramatisches ist passiert, aber für Cécile beginnt eine Sommerromanze. Während die Tochter sich ihren Phantasien hingibt, verbringt Elizabeth die Zeit auf Partys, die von Hotelchefin Madame Edith arrangiert werden. 
Vormittags liegt Elizabeth am Schwimmbad und lernt dort den Playboy Giovanni kennen. Die verheiratete Frau beginnt eine leidenschaftliche Liebesaffäre mit Giovanni, während ihre Tochter erste schüchterne Liebeserfahrungen mit Georges macht. Beide verbringen einen vergleichbaren Sommer und die pubertierende Tochter bindet sich wieder stärker an die Mutter. Gemeinsam tauschen sie ihre Erfahrungen und Geheimnisse aus. Doch der Sommer geht bald zu Ende. Giovanni reist urplötzlich ab und auch Cécile kündigt Georges ihre baldige Abreise an. Aber Mutter und Tochter verbinden nun gemeinsame Erinnerungen, die sie mit nach Haus nehmen werden.

## Kritiken
Das Lexikon des internationalen Films befand: „Ein in Pseudo-Poesie und erlesener Melancholie ertrinkender Versuch, die Unbeständigkeit der Gefühle und den Urlaub als befreienden Ausnahmezustand zu beschreiben.“